# Plac I. P. Pawłowa
Plac I. P. Pawłowa (czeski: Náměstí I. P. Pavlova) – plac znajdujący się w Pradze, w dzielnicy Nowe Miasto, po wschodniej stronie graniczy z Vinohradami. Nazwa pochodzi od rosyjskiego naukowca Iwana Pietrowicza Pawłowa.
Pierwotnie nazwał się placem Piotra Oswobodziciela, ale w 1948 roku został nazwany na cześć rewolucji październikowej. Obecnie jest to duży węzeł transportu: jest węzłem komunikacji tramwajowej, znajduje się tu stacja metra oraz przebiega tędy ważna droga łącząca północne i południowe dzielnice. 